# Bison (Dakota Południowa)
Rosholt – miasto w Stanach Zjednoczonych, w stanie Dakota Południowa, siedziba administracyjna hrabstwa Perkins.